# 5 Seconds of Summer
5 Seconds of Summer, pogosto skrajšano na 5SOS, je avstralska pop rock skupina, ustanovljena leta 2011 v Sydneyju v Novem Južnem Walesu. Skupino sestavljajo glavni vokalist in ritem kitarist Luke Hemmings, glavni kitarist Michael Clifford, basist Calum Hood in bobnar Ashton Irwin. Prvotno so svojo kariero začeli kot YouTubovi zvezdniki, med turnejo z angleško fantovsko skupino One Direction na turneji Take Me Home Tour pa so postali mednarodno znani. Od leta 2014 so 5 Seconds of Summer prodali več kot 10 milijonov albumov, prodali več kot 2 milijona vstopnic za koncerte po vsem svetu in dosegli več kot 7 milijard pretokov svojih pesmi na storitvah pretakanja glasbe, zaradi česar so ena najuspešnejših avstralskih glasbenih skupin v zgodovini.

## Diskografija
- 5 Seconds of Summer (2014)
- Sounds Good Feels Good (2015)
- Youngblood (2018)
- Calm (2020)
- 5SOS5 (2022)